# Virginijus Šikšnys

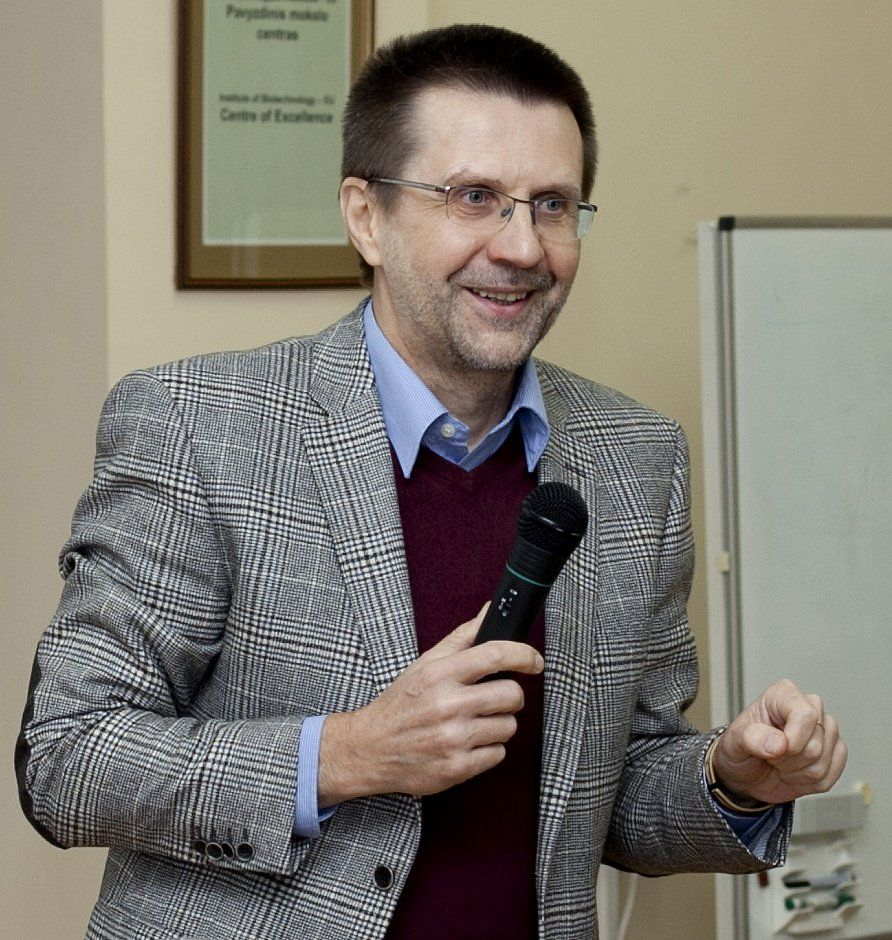
V. Šikšnys

Virginijus Šikšnys (* 26. Januar 1956 in Šiauliai) ist ein litauischer Biochemiker und Professor an der Universität Vilnius.

## Leben
Virginijus Šikšnys studierte organische Chemie an der Universität Vilnius und schloss das Studium im Jahr 1978 erfolgreich ab. Im Anschluss studierte er bis 1981 Enzymkinetik an der Lomonosov Moscow State University. Im Jahr 1982 promovierte Šikšnys und arbeitete von 1982 bis 1993 am Institut für Angewandte Enzymologie in Vilnius. Im Jahr 1993 war er als Gastwissenschaftler im Prof.-Robert-Huber-Labor am Max-Planck-Institut für Biochemie tätig. Seit 1995 ist er Chefwissenschaftler und Leiter der Abteilung für Protein-DNA-Wechselwirkungen an der Universität Vilnius, seit 2006 Professor an der Universität Vilnius und Mitglied der Litauischen Akademie der Wissenschaften und seit 2007 Vorsitzender des Rats des Instituts für Biotechnologie. 2016 erhielt er den Warren Alpert Foundation Prize und 2018 gemeinsam mit Emmanuelle Charpentier und Jennifer Doudna den Kavli-Preis für Nanowissenschaften. 2019 wurde Šikšnys in die Academia Europaea gewählt.

## Forschung und Lehre
Šikšnys ist durch seine Arbeiten über die Restriktionsendonukleasen und CRISPR/Cas-Systeme bekannt geworden. Er leitet die Abteilung für Protein-DNA-Wechselwirkungen der Universität Vilnius. Šikšnys interessiert sich für Struktur-Funktionsbeziehungen von Enzymen, die am Nukleinsäure-Stoffwechsel beteiligt sind.
Seit mehr als zwei Jahrzehnten konzentriert sich die Forschung in Šikšnys Labor auf Restriktionsendonukleasen. Gemeinsam mit Kollegen aus Großbritannien, Polen, Deutschland und anderen Ländern hat Šikšnys an mehr als 20 Restriktionsendonukleasen biochemisch geforscht und von rund einem Drittel die Tertiärstrukturen der Restriktionsendonukleasen analysiert. Seit 2007 untersucht Šikšnys das neu entdeckte bakterielle CRISPR-Cas-System. Er war unter den ersten Forschern, die programmierbare DNA-Schnitte beim Cas9-Ribonukleoprotein nachgewiesen haben. Die neue Technologie zum Genome Editing bei Cas9 wurde von DuPont lizenziert. Šikšnys ist Co-Autor von mehr als 90 wissenschaftlichen Publikationen und hat fünf Patentanmeldungen eingereicht.